# Ружица (Дизнијев лик)
Принцеза Ружица, позната и као Принцеза Аурора, Успавана Лепотица или Трнова Ружица, је измишљени лик који се појављује у Волт Дизнијевом 16. анимираном дугометражном филму Успавана лепотица. Оригинални глас јој је позајмила певачица Мери Коста. Ружица је једина ћерка краља Стефана и краљице Лее. У потрази за осветом што није позвана на Ружицино крштење, зла вила по имену Грдана проклиње новорођену принцезу, предвиђајући да ће умрети на свој 16. рођендан тако што ће убости прст на вретено. Одлучне да то спрече, три добре виле одгајају Ружицу као сељанку да би је заштитиле, стрпљиво чекајући њен 16. рођендан — дан када ће се чаролија бити сломљена пољупцем њене праве љубави, принца Филипа.
Ружица је заснована на принцези из бајке „Успавана лепотица“ Шарла Пероа, као и на хероини из „Трнове ружице“, преради првобитне бајке браће Грим. Неколико година Волт Дизни се мучио да пронађе одговарајућу глумицу која би позајмила глас принцези, што је умало довело до отказивања филма, све док композитор Валтер Шуман није предложио Мери Косту за улогу Ружице. Међутим, Костин јужњачки нагласак ју је скоро коштао улоге док није доказала да може да подражава британски нагласак током трајања филма. Како би се удовољило необичним детаљима филма, Ружичин префињени дизајн захтевао је више труда него што је икада било потрошено на анимираног лика, а аниматори су цртали инспирисани сецесијом. Анимиран од стране Марка Дејвиса, Ружичин витак физички изглед инспирисан је глумицом Одри Хепберн. Са само 18 изговорених реченица, лик говори мање од било ког главног лика Дизнијевог анимираног дугометражног филма, а такође је Дизнијев лик са најмањом минутажом у сопственом филму.
Својим првим појављивањем 1959. године, филм је био критички и комерцијално неуспешан, обесхрабрујући студио да три деценије адаптира бајке у анимиране филмове. Ружица је и сама добила негативне критике како од филмских тако и од феминистичких критичара, за њену пасивност и сличности са Снежаном и остала је последња Дизнијева принцеза све док Аријел није дебитовала 30 година касније, 1989. године, филмом Мала сирена. Међутим, вокални перформанс Косте је био хваљен, што ју је инспирисало да у каријери ради као оперска певачица са великим успехом. Хронолошки, Ружица је трећа Дизнијева принцеза. Глумица Ел Фанинг је тумачила Ружицу у играном филму Грдана — зла вила (2014), који препричава дешавања у Успаваној лепотици из перспективе њеног главног негативца, Грдане. Фанингова се вратила улози Ружице у наставку филма, Грдана — господарица зла (2019).
Оригинални филм никада није синхронизован на српски језик, али има прекогласни превод из 1990-их у ком је Ружичин глас непознат. Године 1971, на плочи из едиције „Приче и песме Дизниленда“, Ружичине песме су отпевале Александра Ивановић и Милунка Милаћ. У цртаној серији Софија Прва глас јој је позајмила Марија Вељковић, у филму Ралф растура интернет - Јелена Анђелковић, а у филму Грдана — господарица зла позната гласовна глумица Марина Алексић.